# Ilona Massey
Ilona Massey (ur. 16 czerwca 1910, zm. 20 sierpnia 1974) – amerykańska aktorka filmowa i radiowa pochodzenia węgierskiego.

## Filmografia
- 1935: Der Himmel auf Erden jako Fioritta
- 1941: International Lady jako Carla Nillson
- 1942: Niewidzialny agent jako Maria Sorenson
- 1943: Frankenstein spotyka Człowieka Wilka jako baronówna Elsa Frankenstein
- 1947: Northwest Outpost jako Natalia Alanova
- 1959: Jet Over the Atlantic jako Mme. Galli-Cazetti

## Wyróżnienia
Posiada swoją gwiazdę na Hollywoodzkiej Alei Gwiazd.